# Oxytheca
Oxytheca é um género botânico pertencente à família Polygonaceae.